# Nicky Walker
Joseph Nicol Walker (Aberdeen, 1962. november 29. –) skót válogatott labdarúgókapus.
A skót válogatott tagjaként részt vett az 1996-os Európa-bajnokságon.

## Sikerei, díjai
Rangers FC
- Skót bajnok (2): 1986–87, 1988–89
- Skót ligakupa (4): 1983–84, 1984–85, 1986–87, 1988–89